# Veruno
Veruno är en ort och frazione i kommunen Gattico-Veruno i provinsen Novara i regionen Piemonte i Italien. 
Veruno upphörde som kommun den 1 januari 2019 och bildade med den tidigare kommunen Gattico den nya kommunen Gattico-Veruno. Den tidigare kommunen hade 1 870 invånare (2018).